# 人形歴史スペクタクル 平家物語
『人形歴史スペクタクル 平家物語』（にんぎょうれきしスペクタクルへいけものがたり）は、NHK総合テレビで1993年から1995年まで全57回が断続的に放送された人形劇。

## 概要
本作品は、『ひげよさらば』（1984年 - 1985年）以来8年ぶりに制作されたNHK人形劇で、吉川英治の『新・平家物語』を基本に、平清盛や源義経の足跡をたどったストーリーが展開された。原作では長く描かれる壇ノ浦の戦い以降の物語が大幅に省略されたり、『勧進帳』などのエピソードは割愛されているものの、清盛の青春時代から始まり老境の麻鳥夫婦の姿で終わるのは原作と同様で、長大な物語の全体を収めた構成になっている。『新・平家物語』は1972年に放送された同名のNHK大河ドラマでも原作として採用されており、本作品はNHKでの2度目の映像化作品でもある。『人形劇 三国志』（1982年 - 1984年）と同様に、本作品でも専門の声優に限らず実力派の俳優が多数キャスティングされた。
本作品の終了に伴い、NHK人形劇も『連続人形活劇 新・三銃士』（2009年 - 2010年）までの間、再び長期の休止期間に入った。番組終了後も再放送される機会は少なかったが、2006年にCS放送の時代劇専門チャンネルで再放送された他、2022年8月9日早朝から11月17日未明（16日深夜）までNHK総合にて、当時放送されていた大河ドラマ『鎌倉殿の13人』の関連作品のような形で、深夜から早朝の時間帯に再放送が断続的に実施された。また、2024年4月1日から10月7日までの半年間で、NHK Eテレ（教育テレビ）にて、毎週月曜22:50 - 23:30に「おとなの人形劇」の第1シーズンとして全話の再放送（「第四部 流転」の序章（第一部 - 第三部のダイジェスト）を除く56話を1回につき2話ずつ）が実施されている。

## 主なキャスト
本作品では前出の『人形劇 三国志』と同様に、一人の声優が複数の役柄を演じるというスタイルが採られた。
- 風間杜夫：平清盛、弁慶、平維盛、明雲、法然、那須与一
- 紺野美沙子：袈裟御前、平時子（二位の尼）、今若、仏御前、葵、冬姫、静御前、千手
- 石橋蓮司：文覚、後白河法皇、平時忠、伊勢三郎、藤原忠清
- 森本レオ：西行、源義朝、渡辺渡、麻鳥、平資盛、畠山重忠、覚明、平光盛、藤原秀衡、西浦七郎、狩野介宗茂、鵜殿隼人助
- 寺泉憲：平経盛、源頼朝、平重衡、鎌田正近
- 安藤一夫：平重盛、木曽義仲、平知盛、源範頼、守覚法親王
- 岡野進一郎：源義経、平経正、右衛門督･親雅
- 辻村真人：木工助、平時信、藤原忠通、藤原惟方
- 樋浦勉：平宗盛、平忠度、金売吉次
- 内山森彦：梶原景時、北条時政、源行家、斉藤実盛
- 花房徹：朱鼻伴朴
- 松山政路：藤原頼長
- 三谷昇：平忠盛、鳥羽上皇、俊寛
- 二木てるみ：常盤御前
- 倉野章子：蓬子、山吹
- 関俊彦：二条天皇、鷲尾経春、平知章
- 鈴木琢磨：牛若、木曽義高
- 高山みなみ：安徳天皇、麻丸
- 黒田あゆみ（NHKアナウンサー）：ナレーション
- 佐藤オリエ
- 佐藤博
- 浅香亨
- 沖忠雄
- 坂元貞美
- 松浦豊和
- 真山章志
- 松坂隆子
- 深町稜子
- 松岡洋子
- 協力 - 六月劇場、第七企画、81プロデュース

## スタッフ
- 原作 - 吉川英治『新・平家物語』
- 脚本 - 小川英、胡桃哲、杉昌英、北川哲史
- 音楽 - 桑原研郎
- 人形美術 - 川本喜八郎
- 人形操演 - 伊東万里子、小林市子、村松茂宏、船塚洋子、おかの公夫、塚越寿美子、大江健司、杉浦春江、大畑田鶴子、梶野由紀子、山崎昭見、石淑恵、大峡たか子、川口英子、田谷真理子、宇奈月やつ子、佐々木美和子、山下千代、黒谷都 / 飯田静男、内山澄子、三喜秀一、馬場弘、内藤泰寿 / 岡崎明俊
- 人形衣裳 - 佐藤三郎
- 人形製作スタッフ - 野月静男、穂坂かほる、大向とき子、内藤揚子、黒図百合子、河村矩子、大沢治、落合恵美子、長川憲司、逸見良子、石塚房枝
- 美術 - 水速信孝、山下恒彦、有本弘
- タイトル制作 - 富田勉
- 小道具 - 齊藤堅
- 技術 - 高橋邦彦、渡部浩和
- 撮影 - 白井政治、横山義行、内藤一輝
- 照明 - 川口栄起(紀)、登坂輝彦、沢田武則、白井弘樹
- 音声 - 本山幸平、谷島一樹、鈴木清人
- 音響効果 - 早川寿浩、湯浅華(幸)人
- 映像加工 - 石茂雄
- 記録編集 - 塩井よし子(こ)
- 美術進行 - NHKアート（永領慶太、吉田耕司）
- 大道具制作 - テクナビジョン（川島直子、綿引利元、稲葉昭十）
- 生花木 - 東光園（足立晴道）
- 特殊効果 - 吉留紘平
- チーフディレクター - 上村和彦
- 演出 - 花房實、熊谷勲、田中知巳、牧田光生、今泉吉孝、鈴木卓爾
- NHKエンタープライズ 制作担当 - 世羅信幸、津尾満良、松尾典子
- 制作統括 - 中村哲志、西亀泰
- 技術協力 - NHKテクニカルサービス
- 制作協力 - NHKエンタープライズ
- 制作・著作 - NHK

## エンドテーマ
題名：VOICE（ポニーキャニオン）
作詞/作曲/歌：尾崎亜美
- 背景には厳島神社の映像が使用されている。

## 放送日程
初回放送は、NHK総合テレビの20:40 - 21:00にて実施。基本的には『ドラマ新銀河』（本放送：月曜 - 木曜 20:40 - 21:00 / 再放送：火曜 - 金曜 13:05 - 13:25）の放送枠だが、一部の回は別の曜日に放送された。
| 部          | 放送回   | サブタイトル       | #  | 初回放送日           | 脚本                | 脚注   |
| ----------- | -------- | ------------------ | -- | -------------------- | ------------------- | ------ |
| 第一部 青雲 | 第一話   | 我が父は誰ぞ       | 01 | 1993年12月10日（金） | - 小川英 - 胡桃哲   | [ 6 ]  |
| 第一部 青雲 | 第二話   | めぐりあい         | 02 | 12月11日（土）       | - 小川英 - 胡桃哲   | [ 7 ]  |
| 第一部 青雲 | 第三話   | 神輿を射落とせ     | 03 | 12月13日（月）       | - 小川英 - 胡桃哲   | [ 8 ]  |
| 第一部 青雲 | 第四話   | 動乱の序曲         | 04 | 12月14日（火）       | - 小川英 - 胡桃哲   | [ 9 ]  |
| 第一部 青雲 | 第五話   | 骨肉あい食む       | 05 | 12月15日（水）       | - 小川英 - 胡桃哲   | [ 10 ] |
| 第一部 青雲 | 第六話   | 戦火の果てに       | 06 | 12月16日（木）       | - 小川英 - 胡桃哲   | [ 11 ] |
| 第一部 青雲 | 第七話   | 清盛の危機         | 07 | 12月17日（金）       | - 小川英 - 胡桃哲   | [ 12 ] |
| 第一部 青雲 | 第八話   | 源平決戦           | 08 | 12月20日（月）       | - 小川英 - 胡桃哲   | [ 13 ] |
| 第一部 青雲 | 第九話   | 六波羅の春         | 09 | 12月21日（火）       | - 小川英 - 胡桃哲   | [ 14 ] |
| 第一部 青雲 | 第十話   | 清盛をめぐる女たち | 10 | 12月22日（水）       | - 小川英 - 胡桃哲   | [ 15 ] |
| 第一部 青雲 | 第十一話 | 不死鳥源氏         | 11 | 12月23日（木）       | - 小川英 - 胡桃哲   | [ 16 ] |
| 第一部 青雲 | 第十二話 | 清盛の野望         | 12 | 12月24日（金）       | - 小川英 - 胡桃哲   | [ 17 ] |
| 第二部 栄華 | 第一話   | 源氏の御曹司たち   | 13 | 1994年03月07日（月） | - 小川英 - 胡桃哲   | [ 18 ] |
| 第二部 栄華 | 第二話   | 鹿ヶ谷の陰謀       | 14 | 3月08日（火）        | - 小川英 - 胡桃哲   | [ 19 ] |
| 第二部 栄華 | 第三話   | 皇子誕生           | 15 | 3月09日（水）        | - 小川英 - 杉昌英   | [ 20 ] |
| 第二部 栄華 | 第四話   | 夕花               | 16 | 3月10日（木）        | - 小川英 - 杉昌英   | [ 21 ] |
| 第二部 栄華 | 第五話   | 五条大橋           | 17 | 3月14日（月）        | - 小川英 - 杉昌英   | [ 22 ] |
| 第二部 栄華 | 第六話   | 源氏旗挙げ         | 18 | 3月15日（火）        | - 小川英 - 杉昌英   | [ 23 ] |
| 第二部 栄華 | 第七話   | 決戦前夜           | 19 | 3月16日（水）        | - 小川英 - 杉昌英   | [ 24 ] |
| 第二部 栄華 | 第八話   | 黄瀬川の兄弟       | 20 | 3月17日（木）        | - 小川英 - 杉昌英   | [ 25 ] |
| 第二部 栄華 | 第九話   | 崩れ去る夢         | 21 | 3月22日（火）        | - 小川英 - 杉昌英   | [ 26 ] |
| 第二部 栄華 | 第十話   | 大仏炎上           | 22 | 3月23日（水）        | - 小川英 - 杉昌英   | [ 27 ] |
| 第二部 栄華 | 第十一話 | 義仲をめぐる女たち | 23 | 3月24日（木）        | - 小川英 - 杉昌英   | [ 28 ] |
| 第二部 栄華 | 第十二話 | 清盛死す           | 24 | 3月28日（月）        | - 小川英 - 杉昌英   | [ 29 ] |
| 第三部 乱   | 第一話   | 戦場の虹           | 25 | 1994年07月20日（水） | - 小川英 - 杉昌英   | [ 30 ] |
| 第三部 乱   | 第二話   | 惨!倶利伽羅峠      | 26 | 7月21日（木）        | - 小川英 - 杉昌英   | [ 31 ] |
| 第三部 乱   | 第三話   | むざんやな斉藤実盛 | 27 | 7月22日（金）        | - 小川英 - 杉昌英   | [ 32 ] |
| 第三部 乱   | 第四話   | 六波羅焼亡         | 28 | 7月25日（月）        | - 小川英 - 杉昌英   | [ 33 ] |
| 第三部 乱   | 第五話   | 平家都落ち         | 29 | 7月26日（火）        | - 小川英 - 杉昌英   | [ 34 ] |
| 第三部 乱   | 第六話   | 義仲上洛           | 30 | 7月27日（水）        | - 小川英 - 杉昌英   | [ 35 ] |
| 第三部 乱   | 第七話   | 木曽軍狼藉         | 31 | 7月28日（木）        | - 小川英 - 杉昌英   | [ 36 ] |
| 第三部 乱   | 第八話   | 朝日将軍           | 32 | 8月01日（月）        | - 小川英 - 杉昌英   | [ 37 ] |
| 第三部 乱   | 第九話   | 和睦への夢         | 33 | 8月02日（火）        | - 小川英 - 杉昌英   | [ 38 ] |
| 第三部 乱   | 第十話   | 哀れ冬姫           | 34 | 8月03日（水）        | - 小川英 - 杉昌英   | [ 39 ] |
| 第三部 乱   | 第十一話 | 決戦・義仲対義経   | 35 | 8月04日（木）        | - 小川英 - 杉昌英   | [ 40 ] |
| 第三部 乱   | 第十二話 | 落日粟津ヶ原       | 36 | 8月05日（金）        | - 小川英 - 杉昌英   | [ 41 ] |
| 第四部 流転 | 序章     |                    | 37 | 1994年12月12日（月） | - 小川英 - 杉昌英   | [ 42 ] |
| 第四部 流転 | 第一話   | 母・常磐の行方     | 38 | 12月13日（火）       | - 小川英 - 北川哲史 | [ 43 ] |
| 第四部 流転 | 第二話   | 義経と弁慶         | 39 | 12月14日（水）       | - 小川英 - 北川哲史 | [ 44 ] |
| 第四部 流転 | 第三話   | 経正と敦盛         | 40 | 12月15日（木）       | - 小川英 - 北川哲史 | [ 45 ] |
| 第四部 流転 | 第四話   | 再会・義経と静     | 41 | 12月19日（月）       | - 小川英 - 杉昌英   | [ 46 ] |
| 第四部 流転 | 第五話   | 神器はいずこ       | 42 | 12月20日（火）       | - 小川英 - 杉昌英   | [ 47 ] |
| 第四部 流転 | 第六話   | 和議の使者         | 43 | 12月21日（水）       | - 小川英 - 杉昌英   | [ 48 ] |
| 第四部 流転 | 第七話   | 鵯越               | 44 | 12月22日（木）       | - 小川英 - 杉昌英   | [ 49 ] |
| 第四部 流転 | 第八話   | 敦盛、討たれ       | 45 | 12月23日（金）       | - 小川英 - 杉昌英   | [ 50 ] |
| 第四部 流転 | 第九話   | 捕らわれし者       | 46 | 12月26日（月）       | - 小川英 - 杉昌英   | [ 51 ] |
| 第四部 流転 | 第十話   | 鎌倉、非情         | 47 | 12月27日（火）       | - 小川英 - 杉昌英   | [ 52 ] |
| 第四部 流転 | 第十一話 | 九郎殿婚礼         | 48 | 12月28日（水）       | - 小川英 - 杉昌英   | [ 53 ] |
| 第四部 流転 | 第十二話 | いざ、屋島へ       | 49 | 1995年01月04日（水） | - 小川英 - 杉昌英   | [ 54 ] |
| 第五部 無常 | 第一話   | 紀伊の巨鯨         | 50 | 1995年01月05日（木） | - 小川英 - 杉昌英   | [ 55 ] |
| 第五部 無常 | 第二話   | 嵐をついて         | 51 | 1月09日（月）        | - 小川英 - 杉昌英   | [ 56 ] |
| 第五部 無常 | 第三話   | 黒煙の屋島         | 52 | 1月10日（火）        | - 小川英 - 杉昌英   | [ 57 ] |
| 第五部 無常 | 第四話   | 扇の的             | 53 | 1月11日（水）        | - 小川英 - 杉昌英   | [ 58 ] |
| 第五部 無常 | 第五話   | 激突、義経と景時   | 54 | 1月12日（木）        | - 小川英 - 杉昌英   | [ 59 ] |
| 第五部 無常 | 第六話   | 宗盛の秘密         | 55 | 1月16日（月）        | - 小川英 - 杉昌英   | [ 60 ] |
| 第五部 無常 | 第七話   | 滅亡、壇ノ浦       | 56 | 1月23日（月）        | - 小川英 - 杉昌英   | [ 61 ] |
| 第五部 無常 | 最終回   | 諸行無常           | 57 | 1月26日（木）        | - 小川英 - 杉昌英   | [ 62 ] |

| タイトル    | 初回放送日時                       | 脚注   |
| ----------- | ---------------------------------- | ------ |
| 第一部 青雲 | 1994年03月06日（日） 17:00 - 17:44 | [ 63 ] |
| 第二部 栄華 | 7月16日（土） 14:35 - 15:19        | [ 64 ] |
| 第三部 乱   | 12月11日（日） 16:00 - 16:44       | [ 65 ] |

| ch   | 放送期間                      | 放送時間           | 脚注   |
| ---- | ----------------------------- | ------------------ | ------ |
| 教育 | 1996年7月27日 - 1997年8月23日 | 土曜 11:00 - 11:20 | [ 66 ] |

## 作中で使用された人形
作中で使用された人形は、2022年現在は長野県飯田市にある飯田市川本喜八郎人形美術館、それに渋谷ヒカリエ内にある川本喜八郎人形ギャラリーにて展示されている。

## 映像ソフト
映像ソフトとしては、NHKエンタープライズから五部構成のDVDが、2006年2月24日にBOX版・単巻版（全5巻）として同時発売され、このうち前者は2020年10月23日に新価格版として再発売された。またこれらに先んじて、2003年3月21日に発売された「NHK人形劇クロニクルシリーズVol.8 平家物語 川本喜八郎の世界」（発売元：アミューズ・ビデオ）にも、本作品より第三部の総集編が収録されている。

## 書籍
- 池田憲章、伊藤秀明『NHK連続人形劇のすべて』エンターブレイン、2003年4月30日。ISBN 9784757714045。
- 『大人が読みたい平家物語 川本喜八郎の世界』三栄〈時空旅人別冊〉、2022年9月26日。ISBN 9784779646911。